# Kollau (Tarpenbek)
| Zuläufe und Bauwerke \| Kollau \| Kollau \| Kollau \| \| -------------------- \| ------ \| ------------------- \| \| Legende \| \| \| \| Vieloh \| \| -weg \| \| \| \| \| \| RHB \| \| „Kollauteich“ \| \| „Trocken“-RHB \| \| Vielohgraben \| \| Wendloh- \| \| straße \| \| \| \| Schippelsmoorgraben \| \| Friedrich- \| \| Ebert-Str. \| \| Röthmoorgraben \| \| \| \| \| \| \| \| Brookgraben \| \| \| \| \| \| Waldcafé \| \| \| \| \| \| \| \| \| \| Retentionsflächen \| \| \| \| \| \| \| \| Str. „Niendorfer \| \| Gehege“ \| \| RHB Duvenackergraben \| \| \| \| Mühlenau \| \| \| \| Vogt- \| \| Kölln-Str. \| \| „Trocken“ \| \| -RHB \| \| \| \| Niendorfer Gehege \| \| Deelwisch \| \| Kleingärten \| \| Alte Kollau \| \| \| \| Niendorfer \| \| Straße \| \| \| \| \| \| Kollau- \| \| straße \| \| Schillingsbek \| \| \| \| Bei der \| \| Pulvermühle \| \| Tarpenbek \| \| \| |  |                     |
| Kollau |  |                     |
| Legende |  |                     |
| Vieloh |  | -weg                |
| |  |                     |
| RHB |  | „Kollauteich“       |
| „Trocken“-RHB |  | Vielohgraben        |
| Wendloh- |  | straße              |
| |  | Schippelsmoorgraben |
| Friedrich- |  | Ebert-Str.          |
| Röthmoorgraben |  |                     |
| |  |                     |
| Brookgraben |  |                     |
| |  | Waldcafé            |
| |  |                     |
| |  |                     |
| Retentionsflächen |  |                     |
| |  |                     |
| Str. „Niendorfer |  | Gehege“             |
| RHB Duvenackergraben |  |                     |
| Mühlenau |  |                     |
| Vogt- |  | Kölln-Str.          |
| „Trocken“ |  | -RHB                |
| |  | Niendorfer Gehege   |
| Deelwisch |  | Kleingärten         |
| Alte Kollau |  |                     |
| Niendorfer |  | Straße              |
| |  |                     |
| Kollau- |  | straße              |
| Schillingsbek |  |                     |
| Bei der |  | Pulvermühle         |
| Tarpenbek |  |                     |

Die Kollau ist ein knapp acht Kilometer langer Bach im Norden Hamburgs. Er entspringt im Stadtteil Schnelsen, durchfließt Niendorf und Lokstedt und mündet an der Grenze zu Groß Borstel in die Tarpenbek. Über die ganze Strecke läuft der Kollauwanderweg neben dem Bach entlang, ab dem Niendorfer Gehege kommen zusätzlich die Gleise der Güterumgehungsbahn Hamburg hinzu.

## Verlauf und Zuflüsse
Die Kollau entspringt am Vielohweg (⊙) in Schnelsen und bildet nach etwa 200 Metern zusammen mit dem Dübwischgraben das Rückhaltebecken „Kollauteich“ (⊙).  Danach fließt der Bach südwärts und umrundet in einer breiten Schleife in Richtung Osten das Niendorfer Gehege. An der Grenze zu Groß Borstel mündet er von rechts kommend in die Tarpenbek (⊙). Mit ihr gelangt das Wasser der Kollau in den Eppendorfer Mühlenteich und von dort in die Alster.
Der einzige größere Zufluss ist die Mühlenau (⊙), die aus Eidelstedt kommt und kurz vor dem Niendorfer Gehege rechts in die Kollau einmündet. Daneben führen einige Gräben Wasser in die Kollau ab; kurz vor der Mündung fließt noch die Schillingsbek unter der Güterumgehungsbahn hindurch in die Kollau.

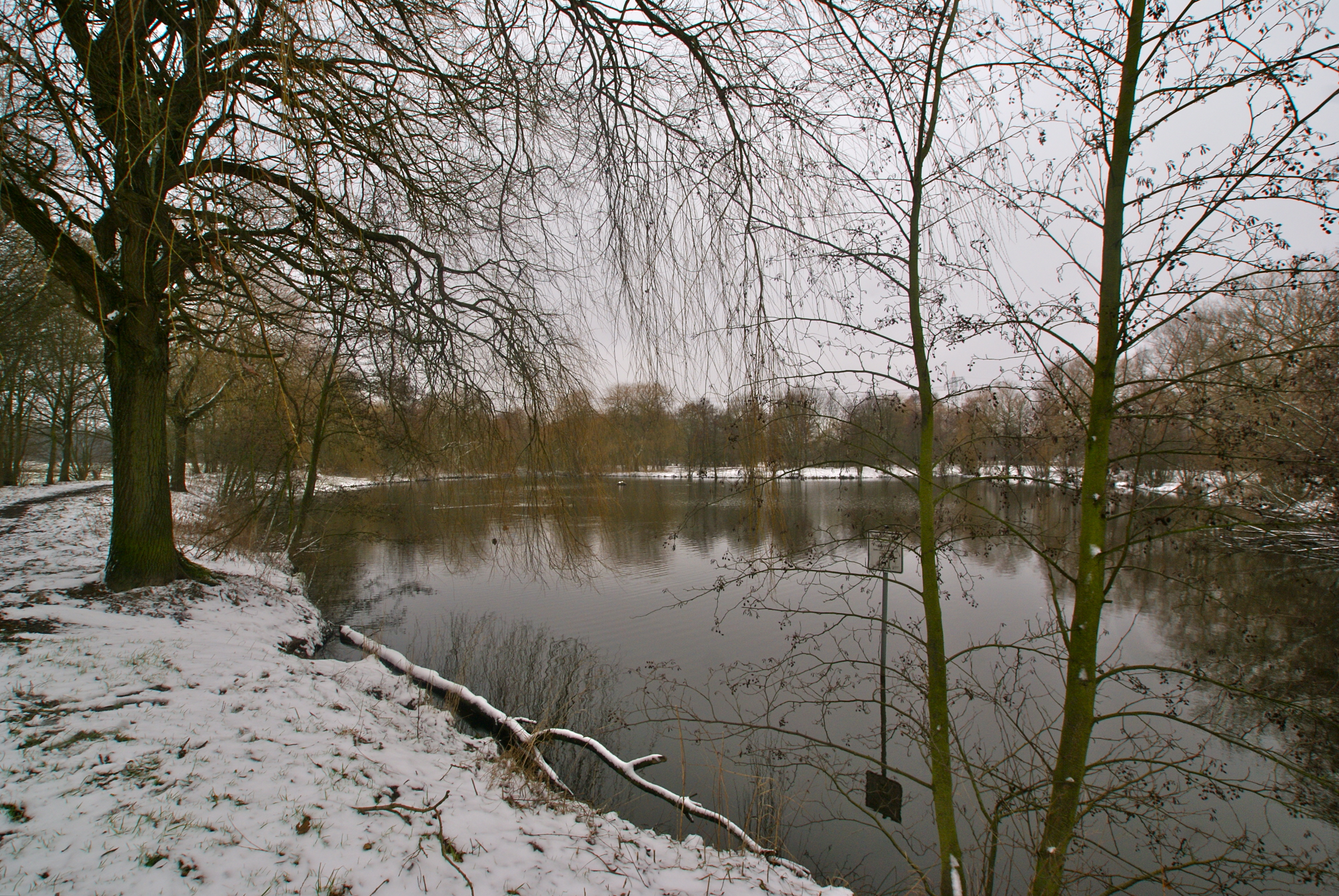
Der Kollauteich vom Ostufer
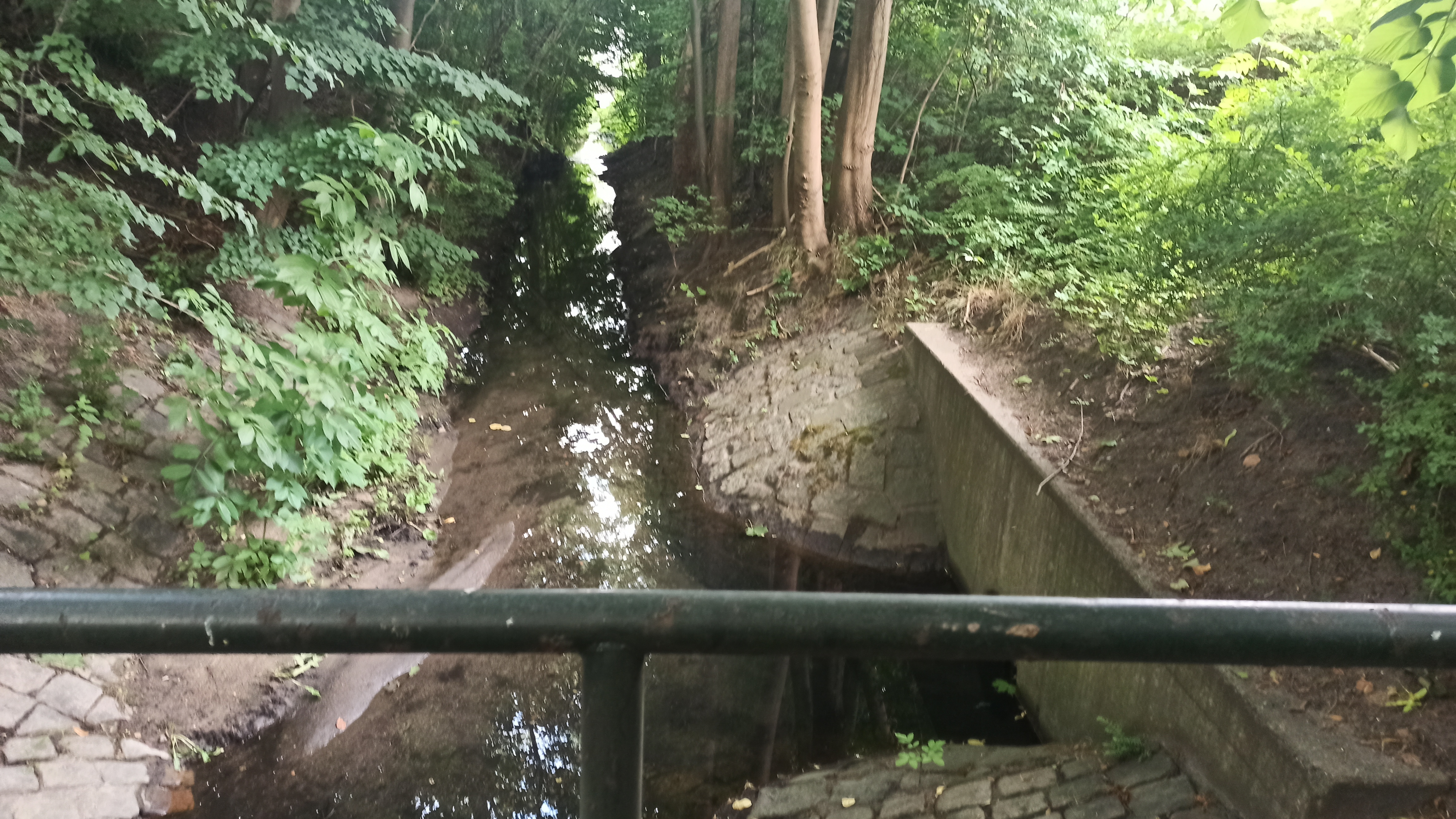
Quelle der Kollau am Vielohteich

## Geschichtliches
Die Kollau wurde in der Zeit um 1789 von der Quelle bis zum Zufluss durch die Mühlenau Schnelsener Au, später auch Langenborn genannt. Der Name Kollau galt erst nach dem (damaligen) Zusammenfluss mit der Mühlenau.
Auf Karten aus dem 19. Jahrhundert wird die Kollau ab dem Zufluss durch den Brookgraben als solche bezeichnet („Koll-Au“). Sie begann aus einem Netz aus Gewässern, wozu der heutige Dübwischgraben und Vielohgraben gehören. Die heutige Quelle ist nicht eingezeichnet.
Ein ehemaliges Teilstück der Kollau in Hamburg-Lokstedt wird jetzt als Alte Kollau bezeichnet und ist ein eigenständiger Bach, der in die Kollau mündet. Der einzige Zufluss der Alten Kollau, die Geelebek, mündete ehemals direkt in die Kollau.
Das heutige Teilstück der Kollau zwischen der Schillingsbek und der Mündung gehörte früher zur Schillingsbek, die direkt in die Tarpenbek mündete. Das Endstück der Kollau verlief etwas nördlich des heutigen Verlaufes durch einen Teich, bevor sie in die Tarpenbek mündete.

## Ökologischer Wert
Die Hamburger Biotopkartierung beschreibt die Kollau als „naturnahen Bach mit Beeinträchtigungen“. Auf der neunstufigen Skala der Biotopbewertung erreicht sie damit die Stufe sechs. Beeinträchtigt wird der Bach besonders durch die Regulierung: Die Ufer sind gerade, zum Teil mit steilen Böschungen und Bongossi-Verbauen. Eine weitere Abwertung aus ökologischer Sicht stellt das Hochwasser-Rückhaltebecken im Hauptschluss dar, das die Durchgängigkeit vermindert. Ein zweites Becken ist dagegen im Nebenschluss angelegt und mit artenreicher Verlandungsvegetation bewachsen. Häufig findet sich dichter Bewuchs mit Ufergehölzen. Vereinzelt kommen Uferröhrichte vor, in sonnigen Bereichen halten sich Wasser- und Uferstaudengesellschaften. Die naturnah belassenen Abschnitte sind schutzwürdige Biotope im Sinne des § 28 des Hamburgischen Naturschutzgesetzes. Seit 2011 wird die Kollau zur Verbesserung der Wasserqualität in einem eigenen, neu gestalteten Bett um den Kollauteich herum geleitet.

## Der Kollauer Hof
Der Kollauer Hof ist die älteste schriftlich belegte Ansiedlung auf dem heutigen Gebiet Niendorfs. 1184 bestimmte der Bremer Erzbischof Siegfried, dass die Curia Burstolde an der Coldeloghe eine jährliche Abgabe von fünf Mark zum Unterhalt der Hamburger Domschüler aufzubringen habe. Der Name Coldeloghe bezeichnete zuerst eine Kornmühle, die an einem Aufstau (Quall) der Tarpenbek und einer gerodeten Waldwiese (Lohe) errichtet worden war. Als man die Mühle später an den weiter südlich in die Tarpenbek mündenden Bach verlegte, ging der Name der Mühle auch an das kleine Fließgewässer über.
Ab 1341 gehörte die Mühle dem Kloster Jungfrauenthal. Sie wurde später zugunsten der Eppendorfer Mühle an der Alster aufgegeben. An ihrer Stelle entstand 1591 eine Pulvermühle, die 1660 durch eine Explosion zerstört wurde. Die Pulvermühle wurde jedoch wieder aufgebaut und produzierte bis 1773 Schießpulver. Der Hof diente in der Folgezeit abwechselnd als Sommersitz Hamburger Kaufleute, Gastwirtschaft und Fabrikgelände. An ihn erinnern heute noch die Straßennamen Auf dem Kollauer Hof und Bei der Pulvermühle.

## Als Namensgeber
Folgende Straßen wurden nach der Kollau benannt:
- Kollaustraße (B447, mit Bushaltestelle, wird von der Kollau unterquert)
- Alte Kollaustraße (nach dem Verlauf der alten Kollaustraße)
- Auf dem Kollauer Hof (nach dem Kollauer Hof)
- Kollaukamp
- Lütt Kollau

Schiffsname
- MS Kollau (Name eines Alsterdampfers)[7]